# Bioco Sul
Bioco Sul (em espanhol: Bioko Sur) é uma província da Guiné Equatorial da Região Insular. Sua capital é a cidade de Luba, a segunda cidade mais importante da ilha de Bioco.

## Geografia

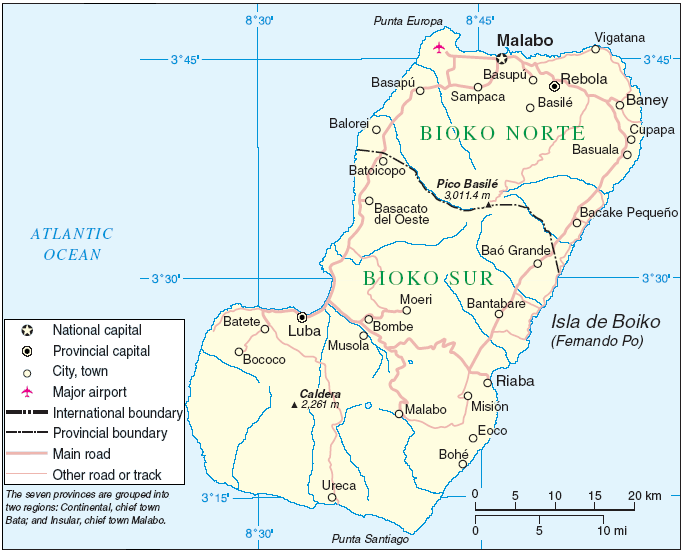
Ilha de Bioco

A província de Bioco Sul possui uma área de 1.241 km², está localizada ao sul da ilha de Bioco, no golfo da Guiné, entre as coordenadas 3° 39' e 3° 12' norte e 8° 25' e 8° 50' leste. Faz divida apenas com a província de Bioco Norte, ao norte; o sul, leste e oeste é banhado pelo oceano Atlântico.
A província é dominada por dois picos vulcânicos, o Pico Biao (2.009 m) e o Gran Caldera de Luba (2.261 m).
Os principais rios são o Ole ou Tudela, Moab, Iladyi, Ruma e Tiburones, rios onde são frequentes as quedas d'água, mesmo em sua própria foz, e com uma forte ação erosiva que pode resultar em violentos movimentos de terra quando o fluxo se multiplica com as primeiras chuvas.

## Demografia
A população da província de acordo com o censo de 2001, era de 29.034 habitantes, com 23,40 hab./km²:

## Distritos
A província de Bioco Sul é dividida em 2 distritos:
| Distritos | Total  | Total  | Total    | Urbana | Urbana   | Rural  | Rural    | Área  | Densidade |
| Distritos | Total  | homens | mulheres | homens | mulheres | homens | mulheres | km²   | hab./km²  |
| --------- | ------ | ------ | -------- | ------ | -------- | ------ | -------- | ----- | --------- |
| Bioco Sul | 29.034 | 15.263 | 13.771   | 4.942  | 5.155    | 10.321 | 8.616    | 1.241 | 23        |
| Luba      | 23.870 | 12.453 | 11.417   | 4.421  | 4.590    | 8.032  | 6.827    | 843   | 28        |
| Riaba     | 5.164  | 2.810  | 2.354    | 521    | 565      | 2.289  | 1.789    | 398   | 13        |

## Locais de interesse
- Luba: suas praias são amplas, a maioria de areias vulcânicas e o mar é profundo e calmo. A praia mais conhecida é a Arenas Blancas (Areias Brancas), que durante os finais de semana está cheia de visitantes e se transforma em um dos locais mais animados da ilha;
- Ureca: uma pequena cidade ao sul da província;
- praias de Moraca: onde desovam as grandes tartarugas marinhas, depois de cruzar o Oceano Atlântico;
- Lago Biao: está localizado em uma cratera;
- Batete: um povoado com uma igreja de madeira.
- Moca: povoado batizado em homenagem a um rei da ilha que morava em Riaba, onde encontramos um clima fresco, um belo povoado e grandes cachoeiras que descem das altas montanhas .